# 张可可
张可可（1952年—），出生于北京，旅美蒙古族画家。其代表作品《白石老人》、《张大千像》已编入《1992年北美华裔艺术家名人录》。为中国鱼类研究先驱张春霖教授之子。
早年拜师于北京书画艺术研究会会长王任门下，学习写意花鸟。1986年张可可赴美在纽约institute of technology 美术系深造，现在定居美国。在美国留学期间，开拓了视野，积淀了画艺，在绘画技法上融汇中西，将中国水墨画法与西洋素描技法相结合从而形成了自己的独特风格。张可可绘画涉及题材丰富，尤其以人物画见长。
- 1990年4月，应法国青年艺术家协会邀请在法国奥赛尔城举办个人画展。
- 1992年5月，应邀参加在广州举办的全国性《中国书画艺术及装裱艺术大奖赛》其作品获“优秀作品奖”。
- 1992年，参加海外中国书画研究协会举办的“加拿大枫叶奖大赛”，代表作品《虎》荣获“最佳作品奖”。
- 1995年，在全国《祖国万岁大奖赛》上，其代表作《白石老人》荣获“优秀作品奖”。
- 2006年12月，北京中国书画研究会在首都博物馆举办21世纪书画展，其代表作《白石老人》再次受到人们的关注，深得业内人士的好评。
- 2007年12月在首都博物馆举办21世纪书画展，其参展作品为《孔子》。
- 2008年12月在首都博物馆举办21世纪书画展，其参展作品为《奥运之父顾拜旦》。
- 2009年12月在首都博物馆举办21世纪书画展，其参展作品为《画家黄宾虹》。
- 2009年美国总统奥巴马获得诺贝尔和平奖，张可可赠送奥巴马总统大幅国画肖像。
- 2011年纪念辛亥革命100周年全国画展，张可可的国画《孙中山》脱颖而出。当代史学家、演讲家李永田教授为画题诗，此画一起被选送神州八号宇宙飞船，在太空遨游十七天。后被中国华侨博物馆收藏。

## 著作
- In Memory Of The Pioneers Of Chinese Biology （页面存档备份，存于）, Kirk Zhang, New York World Art Press, ISBN 9798896603320